# Philomène Bata
Philomène Bata est une judokate et samboïste camerounaise née le 8 juillet 1983. Elle évolue dans la catégorie des -48 kg et a remporté trois médailles d'argent et trois médailles de bronze aux championnats d'Afrique de judo.

## Palmarès
Toutes les médailles sont remportées dans la catégorie des moins de 48 kg.

### Judo
- Médaille de bronze aux championnats d'Afrique 2004
- Médaille d'argent aux championnats d'Afrique 2010
- Médaille d'argent aux championnats d'Afrique 2011
- Médaille d'argent aux championnats d'Afrique 2015
- Médaille de bronze aux championnats d'Afrique 2012
- Médaille de bronze aux championnats d'Afrique 2017

### Sambo
- Médaille d'or aux championnats d'Afrique 2016